# 요아니스 오카스
요아니스 "야니스" 오카스(그리스어: Ιωάννης «Γιάννης» Οκκάς, 1977년 2월 11일 ~ )는 키프로스의 전 축구 선수이자 현 축구 지도자로 선수 시절 스트라이커로 활약했으며 현재 아노르토시스 파마구스타의 감독으로 재직 중이다. 또한 현재까지 키프로스 축구 대표팀 역사상 국제 A매치 최다 출전자이자 키프로스 선수로는 유일무이한 FIFA 센추리클럽 가입자이기도 하다.

## 같이 보기
- A매치 100경기 이상 출전한 축구 선수 명단